# Artaise-le-Vivier
Artaise-le-Vivier település Franciaországban, Ardennes megyében. Lakosainak száma 64 fő (2022. január 1.). Artaise-le-Vivier Maisoncelle-et-Villers, La Neuville-à-Maire, Stonne, Chémery-Chéhéry és Tannay-le-Mont-Dieu községekkel határos.

## Népesség
A település népességének változása:
| Lakosok száma | 85   | 68   | 49   | 61   | 58   | 60   | 66   | 65   | 65   | 64   |
|               | 1968 | 1982 | 1990 | 2006 | 2013 | 2015 | 2017 | 2019 | 2020 | 2022 |